# Берри, Рики
Рики Алан Берри (англ. Ricky Alan Berry, 6 октября 1964 — 14 августа 1989) — американский профессиональный баскетболист, выступавший в Национальной баскетбольной ассоциации за команду «Сакраменто Кингз».

## Биография
Берри родился в Лансинге, Мичиган. Выступал за баскетбольные команды в университете штата Орегон (1983/84) и университете штата в Сан-Хосе (1984/85-1987/88). На драфте НБА 1988 года был выбран в первом раунде под общим 18 номером клубом «Сакраменто Кингз». Берри успешно дебютировал в НБА, набирая в среднем за игру 11 очков и делая 3,1 подбора.
В межсезонье 1989 года, незадолго до своего 25-летия, Берри был найден мёртвым в своём доме. 14 августа 1989 года он застрелился.

## Статистика

### Статистика в НБА
| Сезон                                                                                    | Команда    | Регулярный сезон | Регулярный сезон | Регулярный сезон | Регулярный сезон | Регулярный сезон | Регулярный сезон | Регулярный сезон | Регулярный сезон | Регулярный сезон | Регулярный сезон | Регулярный сезон | Серия плей-офф | Серия плей-офф | Серия плей-офф | Серия плей-офф | Серия плей-офф | Серия плей-офф | Серия плей-офф | Серия плей-офф | Серия плей-офф | Серия плей-офф | Серия плей-офф |
| Сезон                                                                                    | Команда    | GP               | GS               | MPG              | FG%              | 3P%              | FT%              | RPG              | APG              | SPG              | BPG              | PPG              | GP             | GS             | MPG            | FG%            | 3P%            | FT%            | RPG            | APG            | SPG            | BPG            | PPG            |
| ---------------------------------------------------------------------------------------- | ---------- | ---------------- | ---------------- | ---------------- | ---------------- | ---------------- | ---------------- | ---------------- | ---------------- | ---------------- | ---------------- | ---------------- | -------------- | -------------- | -------------- | -------------- | -------------- | -------------- | -------------- | -------------- | -------------- | -------------- | -------------- |
| 1988/89                                                                                  | Сакраменто | 64               | 21               | 22,0             | 45,0             | 40,6             | 78,9             | 3,1              | 1,3              | 0,6              | 0,3              | 11,0             | Не участвовал  | Не участвовал  | Не участвовал  | Не участвовал  | Не участвовал  | Не участвовал  | Не участвовал  | Не участвовал  | Не участвовал  | Не участвовал  | Не участвовал  |
|                                                                                          | Всего      | 64               | 21               | 22,0             | 45,0             | 40,6             | 78,9             | 3,1              | 1,3              | 0,6              | 0,3              | 11,0             | Не участвовал  | Не участвовал  | Не участвовал  | Не участвовал  | Не участвовал  | Не участвовал  | Не участвовал  | Не участвовал  | Не участвовал  | Не участвовал  | Не участвовал  |
| Наведите курсор мыши на аббревиатуры в заголовке таблицы, чтобы прочесть их расшифровку. |            |                  |                  |                  |                  |                  |                  |                  |                  |                  |                  |                  |                |                |                |                |                |                |                |                |                |                |                |

### Статистика в NCAA
| Сезон | Команда        | Conf           | Class          | GP  | GS | MPG  | FG%  | 3P%  | FT%  | RPG | APG | SPG | BPG | PPG  |
| --- | -------------- | -------------- | -------------- | --- | -- | ---- | ---- | ---- | ---- | --- | --- | --- | --- | ---- |
| 1983/84 | Орегон Стэйт   | Pac-10         | FR             | 21  | 6  | 18,4 | 39,5 |      | 68,2 | 1,3 | 1,0 | 0,6 | 0,4 | 3,8  |
| 1985/86 | Сан-Хосе Стэйт | PCAA           | SO             | 28  |    | 31,9 | 48,5 |      | 83,5 | 4,9 | 3,0 | 0,9 | 0,2 | 17,7 |
| 1986/87 | Сан-Хосе Стэйт | PCAA           | JR             | 27  | 23 | 32,4 | 46,1 | 41,0 | 81,2 | 4,5 | 2,5 | 0,8 | 0,1 | 20,2 |
| 1987/88 | Сан-Хосе Стэйт | PCAA           | SR             | 29  |    | 36,5 | 48,1 | 44,5 | 81,5 | 7,2 | 3,9 | 1,2 | 0,5 | 24,2 |
| Всего | Всего          | Всего          | Всего          | 105 | 29 | 20,4 | 47,1 | 43,2 | 81,5 | 3,1 | 1,8 | 0,6 | 0,2 | 11,6 |
| Орегон Стэйт | Орегон Стэйт   | Орегон Стэйт   | Орегон Стэйт   | 21  | 6  | 18,4 | 39,5 |      | 68,2 | 1,3 | 1,0 | 0,6 | 0,4 | 3,8  |
| Сан-Хосе Стэйт | Сан-Хосе Стэйт | Сан-Хосе Стэйт | Сан-Хосе Стэйт | 84  | 23 | 33,6 | 47,6 | 43,2 | 82,1 | 5,6 | 3,2 | 1,0 | 0,3 | 20,8 |
| Наведите курсор мыши на аббревиатуры в заголовке таблицы, чтобы прочесть их расшифровку Статистика приведена с сайта sports-reference.com |                |                |                |     |    |      |      |      |      |     |     |     |     |      |